# 弗朗兹·布伦塔诺
弗朗兹·克莱门斯·霍諾拉都斯·赫尔曼·布伦塔诺（Franz Clemens Honoratus Hermann Brentano，1838年1月16日—1917年3月17日）是一位著名的德国哲学家、心理学家。他的追随者包括亚历克修斯·迈农、埃德蒙德·胡塞尔、卡济梅尔兹·塔多斯基等许多著名学者。

## 生平
弗朗兹·布伦塔诺生於波帕特，先后在慕尼黑大学、维尔茨堡大学、柏林大学和明斯特大学攻读哲学。他对亚里斯多德和经院哲学特别感兴趣。他在图宾根写作论文《On the manifold sense of Being in Aristotle》。后来他开始研究神学，进入慕尼黑和维尔茨堡的神学院，准备成为一名罗马天主教神父（1864年8月6日祝圣）。1865年–1866年 开始在维尔茨堡大学演讲。这一时期他的学生包括卡尔·斯图姆夫和安东·马蒂。从1870年到1873年，布伦塔诺激烈地反对教皇无误论的教条，最终他放弃了神父身份。在布伦塔诺的宗教挣扎之后，当时正在研究神学的斯图姆夫也离开了教会。
1874年，布伦塔诺发表了重要著作《从经验的观点看心理学》。从1874年到1895年，布伦塔诺任教于维也纳大学。他的学生中有埃德蒙德·胡塞尔、亚历克修斯·迈农、克里斯蒂安·冯·厄棱费尔、魯道夫·斯坦納、西格蒙德·弗洛伊德等人（详见布伦塔诺学派）。1880年为了结婚被迫放弃了奥地利国籍和教授职位。后来他作为“无薪大学教师”才得以返回大学。他退休后移居到意大利的佛罗伦萨，第一次世界大战爆发后又搬到苏黎世，1917年在那里去世。
著作
- (1862) 《根据亚里士多德论「是者」的多重含义》 (Von der mannigfachen Bedeutung des Seienden nach Aristoteles)
- (1874) 《从经验的观点看心理学》：Psychology from an Empirical Standpoint (Psychologie vom empirischen Standpunkt)
- (1889) 《The Origin of our Knowledge of Right and Wrong》(1902 english edition)
- (1911) 《亚里士多德和他的世界观》Aristotle and his World View (Aristoteles und seine Weltanschauung)
- (1911) 《论心理现象的分类》The Classification of Mental Phenomena(Die Klassifikation von Geistesphänomenen)
- (1976) 《空间、时间与现象的哲学研究》 (Philosophische Untersuchungen zu Raum, Zeit und Kontinuum)
- (1982) 《描述心理学》(Deskriptive Psychologie)